# Ron Grenda
Ronald "Ron" Grenda (Melbourne, 24 d'abril de 1938) va ser un ciclista australià que s'especialitzà en les curses de sis dies. Va ser guardonat amb el Sir Hubert Opperman Trophy.
És pare del campió olímpic Michael Grenda i nebot d'Alfred Grenda, tots dos també ciclistes.

## Palmarès
- 1961
  - 1r als Sis dies de Launceston (amb Fred Roche)
- 1962
  - 1r als Sis dies de Melbourne (amb Sidney Patterson)
- 1963
  - 1r als Sis dies de Melbourne (amb Sidney Patterson)